# العلاقات البوليفية الجيبوتية
العلاقات البوليفية الجيبوتية هي العلاقات الثنائية التي تجمع بين بوليفيا وجيبوتي.

## مقارنة بين البلدين
هذه مقارنة عامة ومرجعية للدولتين:
| وجه المقارنة                                              | بوليفيا                                          | جيبوتي                    |
| --------------------------------------------------------- | ------------------------------------------------ | ------------------------- |
| المساحة (كم2)                                             | 1.10 مليون                                       | 23.20 ألف                 |
| عدد السكان (نسمة)                                         | 11.05 مليون                                      | 956.99 ألف                |
| الكثافة السكانية (ن./كم²)                                 | 10.05                                            | 41.25                     |
| العاصمة                                                   | سوكري، لاباز                                     | جيبوتي                    |
| اللغة الرسمية                                             | اللغة الإسبانية، اللغة الأيمرية، كتشوا، غوارانية | لغة فرنسية، اللغة العربية |
| العملة                                                    | بوليفاريو بوليفي                                 | فرنك جيبوتي               |
| الناتج المحلي الإجمالي (بليون دولار)                      | 37.51 مليار                                      | 1.84 مليار                |
| الناتج المحلي الإجمالي (تعادل القوة الشرائية) بليون دولار | 74.58 مليار                                      | 3.10 مليار                |
| الناتج المحلي الإجمالي الاسمي للفرد دولار أمريكي          | 3.08 ألف                                         | 1.95 ألف                  |
| الناتج المحلي الإجمالي للفرد دولار أمريكي                 | 6.63 ألف                                         | 3.27 ألف                  |
| مؤشر التنمية البشرية                                      | 0.662                                            | 0.470                     |
| رمز المكالمات الدولي                                      | +591                                             | +253                      |
| رمز الإنترنت                                              | .bo                                              | .dj                       |
| المنطقة الزمنية                                           | 00                                               | ت ع م+03:00               |

## منظمات دولية مشتركة
يشترك البلدان في عضوية مجموعة من المنظمات الدولية، منها:
| علم المنظمة | اسم المنظمة                        | تاريخ انضمام بوليفيا | تاريخ انضمام جيبوتي |
| ----------- | ---------------------------------- | -------------------- | ------------------- |
|             | الاتحاد البريدي العالمي            | ?                    | ?                   |
|             | مؤسسة التنمية الدولية              | 21 يونيو 1961        | 1 أكتوبر 1980       |
|             | منظمة حظر الأسلحة الكيميائية       | ?                    | ?                   |
|             | منظمة التجارة العالمية             | 12 سبتمبر 1995       | ?                   |
|             | الأمم المتحدة                      | 14 نوفمبر 1945       | 20 سبتمبر 1977      |
|             | وكالة ضمان الاستثمار متعدد الأطراف | 3 أكتوبر 1991        | 12 يناير 2007       |
|             | منظمة الشرطة الجنائية الدولية      | ?                    | ?                   |
|             | مؤسسة التمويل الدولية              | 20 يوليو 1956        | 1 أكتوبر 1980       |
|             | الاتحاد الدولي للاتصالات           | 1 يونيو 1907         | 22 نوفمبر 1977      |
|             | البنك الدولي للإنشاء والتعمير      | 27 ديسمبر 1945       | 1 أكتوبر 1980       |
|             | يونسكو                             | 13 نوفمبر 1946       | 31 أغسطس 1989       |

## وصلات خارجية
- موقع وزارة الخارجية البوليفية